# 聖安東尼奧杜伊薩

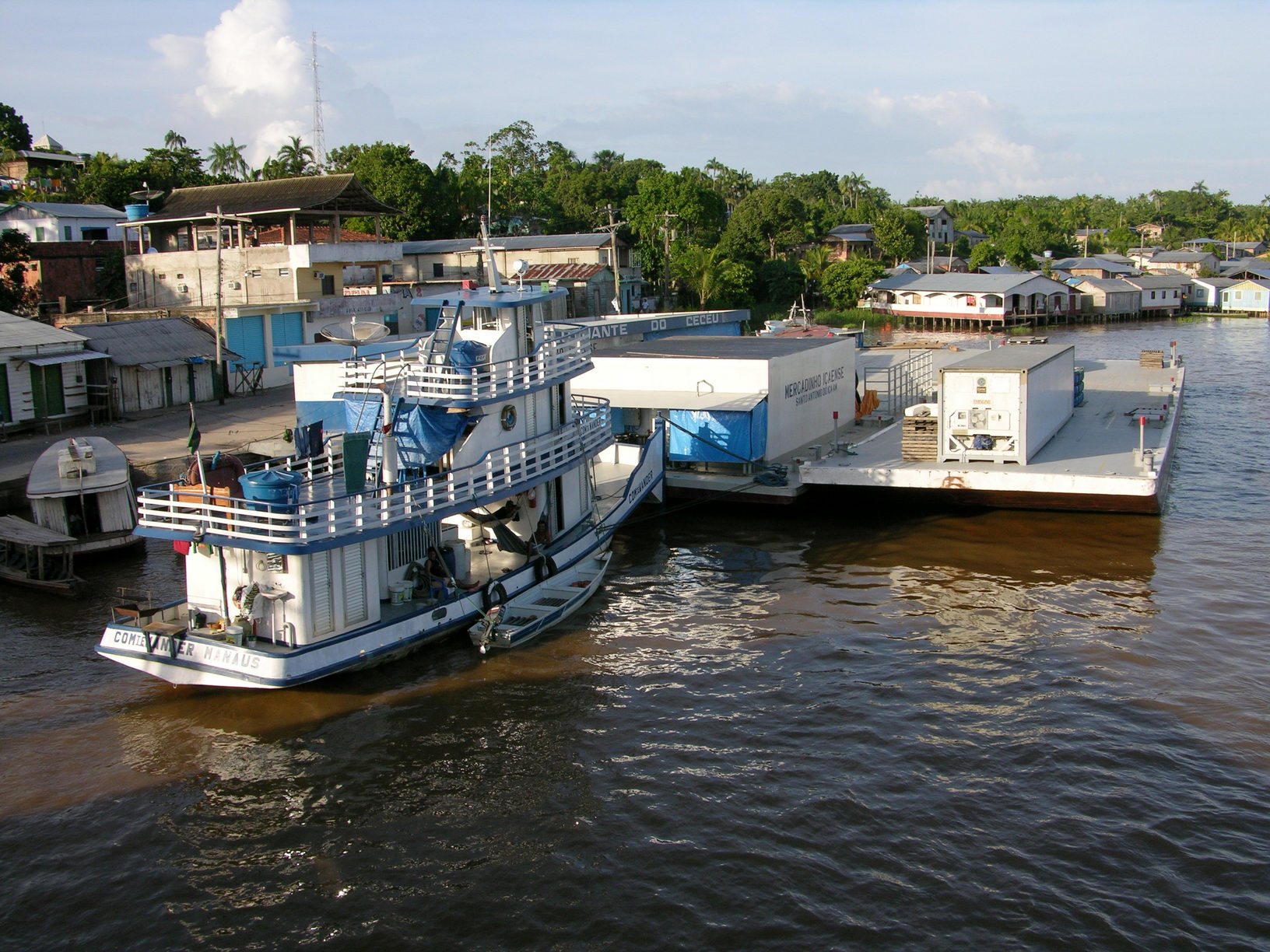
聖安東尼奧杜伊薩

03°06′07″S 67°56′24″W / 3.10194°S 67.94000°W
聖安東尼奧杜伊薩（葡萄牙語：Santo Antônio do Içá）是巴西的城鎮，位於該國北部，由亞馬遜州負責管轄，始建於1936年3月13日，面積12,308平方公里，2014年人口24,005，人口密度每平方公里1.95人。